# Afena
Das Afena ist ein Schwert der Aschanti aus Westafrika.

## Beschreibung
Das Afena hat eine einschneidige, bauchige Klinge. Die Klinge hat keinen Mittelgrat und keinen Hohlschliff. Sie ist meist mit traditionellen oder kulturellen Mustern durchbrochen. Das Heft besteht meist aus Holz. Das Heft und der Knauf sind in Kugelform gestaltet und mit Schnitzereien verziert.

## Versionen
Die Afena-Schwerter werden nach Verwendung in zwei Untergruppen eingeordnet:
- Akrafena

Das Akrafena wird auf der rechten Körperseite getragen. Es repräsentiert mit seiner religiösen Verwendung die Seele und spirituelle Wohlbefinden seines Trägers. Seine magischen Kräfte, die ihm von den Asante zugeschrieben werden, dienen als Schutz für den Herrscher, es wird oft einer spirituellen Reinigungszeremonie unterzogen, die die Reinigung der Seele darstellt. Ein besonderes Schwert dieser Art ist das Bosummuru, auf welches der König den Staatseid ablegt und das die Könige zum Tanz während ihrer Inthronisation benutzen.
- Bosomfena

Das Bosomfena wird auf der linken Körperseite getragen. Es repräsentiert die politische- und weltliche Autorität sowie das Ego oder die wahrnehmbare Persönlichkeit des Trägers. Es dient außerdem in einer wichtigen Zeremonie, in der ein neuer Herrscher seinen persönlichen Treueeid der Bevölkerung der Asante gegenüber ablegt. Ein besonderes Schwert dieser Art ist das Mponponsuo, das größer als die anderen und reich verziert ist. Es wird von allen Königen benutzt, um ihren Eid auf den Staat abzulegen.